# Приск
Вижте пояснителната страница за други личности с името Приск.
Приск Панийски (още известен като Приск Тракиец) е късно-античен византийски софист и историк, живял през 5 век. През 448 той придружава Максимин, посланик на Теодосий II в двора на Атила. По-късно извършва пътувания до Рим, Дамаск и Александрия придружавайки византийски официални посещения. При управлението на Марциан (450–457) участва в мисии в Арабия и Египет. Приск е автор на исторически труд (Византийска история), вероятно обхващащ периода от идването на власт на Атила до това на Зенон (433–474). От него са оцелели само фрагменти, най-вече включени в Гетика на Йорданес, но описанието на двора на Атила е ценен исторически източник.

## Творби
- „Византийска история и за нещата, които са свързани с Атила“